# Хаджан-е-Ду-Данґ
Хаджан-е-Ду-Данґ (перс. خاجان دودانگ) — село в Ірані, у дегестані Ховме, в Центральному бахші, шагрестані Решт остану Ґілян. За даними перепису 2006 року, його населення становило 143 особи, що проживали у складі 39 сімей.

## Клімат
Середня річна температура становить 14,26°C, середня максимальна – 28,18°C, а середня мінімальна – -0,41°C. Середня річна кількість опадів – 1185 мм.
| Клімат поселення                              | Клімат поселення | Клімат поселення | Клімат поселення | Клімат поселення | Клімат поселення | Клімат поселення | Клімат поселення | Клімат поселення | Клімат поселення | Клімат поселення | Клімат поселення | Клімат поселення | Клімат поселення |
| Показник                                      | Січ.             | Лют.             | Бер.             | Квіт.            | Трав.            | Черв.            | Лип.             | Серп.            | Вер.             | Жовт.            | Лист.            | Груд.            |                  |
| Середній максимум, °C                         | 8,45             | 8,48             | 11,54            | 17,52            | 21,89            | 25,39            | 28,18            | 27,90            | 24,90            | 21,02            | 16,31            | 11,84            |                  |
| Середня температура, °C                       | 4,02             | 4,05             | 7,10             | 13,08            | 17,46            | 20,96            | 23,89            | 23,60            | 20,61            | 16,72            | 12,02            | 7,54             |                  |
| Середній мінімум, °C                          | −0,41            | −0,38            | 2,67             | 8,66             | 13,03            | 16,53            | 19,61            | 19,31            | 16,31            | 12,44            | 7,74             | 3,27             |                  |
| Норма опадів, мм                              | 121              | 96               | 87               | 49               | 46               | 30               | 29               | 62               | 132              | 205              | 179              | 149              |                  |
| Середньомісячна швидкість вітру, м/с          | 2.27             | 2.40             | 2.40             | 2.30             | 2.38             | 2.61             | 2.60             | 2.30             | 2.10             | 2.08             | 2.02             | 2.00             |                  |
| Середньомісячна сонячна радіація, кДж/м²·день | 6762             | 8896             | 10895            | 15589            | 19908            | 22162            | 22996            | 19154            | 15675            | 10681            | 8476             | 6508             |                  |
| --------------------------------------------- | ---------------- | ---------------- | ---------------- | ---------------- | ---------------- | ---------------- | ---------------- | ---------------- | ---------------- | ---------------- | ---------------- | ---------------- | ---------------- |
| Джерело:                                      |                  |                  |                  |                  |                  |                  |                  |                  |                  |                  |                  |                  |                  |